# Nowyje Trieńkasy
Nowyje Trieńkasy (ros. Новые Тренькасы) – wieś (dieriewnia) w Rosji, w Czuwaszji, w rejonie czeboksarskim. W 2010 liczyła 1491 mieszkańców.